# The Oscar
The Oscar (br: Confidências de Hollywood) é um filme dramático norte-americano de 1966, dirigido por Russell Rouse e estrelado  por Milton Berle, Bob Hope, Ernest Borgnine, Tony Bennett e Stephen Boyd - onde este último interpreta um astro de Hollywood que, ao preparar-se para receber o prêmio da Academia de Cinema (o Oscar, que dá título ao filme), relembra um amigo, Hymie Kelly (vivido por Bennett) e sua luta para conseguir subir na carreira.

## Premiações
O filme recebeu duas indicações ao Oscar. Venceu na categora melhor direção de arte para filmes coloridos.

## Curiosidades
Frank Sinatra e sua esposa Nancy fazem uma aparição no filme, interpretando a si mesmos.